# Kościół św. Katarzyny w Goleniowie
Kościół św. Katarzyny w Goleniowie – dawny kościół farny, wybudowany w XV wieku w stylu gotyckim na fundamentach kościoła romańskiego, najokazalsza świątynia i zabytek Goleniowa, od 1534 roku protestancki, po II wojnie światowej zniszczony, odbudowany w latach 1958–1967, obecnie podlega parafii przy ul. Jana Pawła II prowadzonej przez księży chrystusowców. Jego patronką jest św. Katarzyna Aleksandryjska z Egiptu.
Kościół złożony jest z trzynawowego, halowego korpusu, wspartego na czterech gładkich ośmiobocznych filarach, wydłużonego prezbiterium zamkniętego trójbocznie, kwadratowej w rzucie wieży oraz 2 kaplic.

## Historia kościoła
Pierwsze wzmianki o kościele w Goleniowie sięgają XIII wieku. W 1268 roku osada słowiańska uzyskała prawa miejskie nadane przez księcia pomorskiego Barnima I. W XV wieku zburzono romański kościół, a na jego fundamentach wzniesiono gotycką świątynię. Wznoszono ją w dwóch fazach budowlanych. Na początku XV wieku wybudowano trójnawową halę z prezbiterium, wieżą oraz zakrystię, a w II połowa XV wieku – nadbudowano I piętra nad zakrystią, zbudowano kruchty oraz dwie kaplic po obu stronach wieży oraz kaplicę po północnej stronie korpusu nawowego.
Trzy główne człony budowli (prezbiterium, korpus nawowy i wieża) wykonane zostały z cegły w wiązaniu wendyjskim. Kościół wielokrotnie przebudowywano. Na przełomie XV i XVI wieku kościół zyskał bogate wyposażenie dzięki licznym darom i fundacjom. W 1529 roku, podczas pożaru miasta, spłonęła wieża kościelna, która po odbudowie ponownie uległa zniszczeniu w 1589 roku. W wyniku kolejnego pożaru w 1686 r. uległ zniszczeniu średniowieczny wystrój świątyni oraz dokumenty dotyczące historii kościoła, co uniemożliwiło rekonstrukcję w czasie odbudowy, przez co zastosowano ówcześnie panujące trendy. Jedynym elementem architektonicznym zachowanym od czasów średniowiecza jest ostrołukowy portal w zachodniej elewacji wieży. Nowo wybudowana wieża była niższa, okna węższe i krótsze, arkady wejściowe do kaplic zmienione z ostrołukowych na półkoliste. W takiej formie kościół istniał do XVIII wieku. 
W latach 1865-1867 przeprowadzono remont, dodając elementy neogotyckie, tym samym kościół został regotyzowany (wejścia, okna, sklepienia, szczyty kaplic). W roku 1892 wykonano nowe neogotyckie zwieńczenia wieży w postaci czterech narożnych wieżyczek i trójkątnych szczycików. W takiej postaci świątynia przetrwała do 1945 r., gdy została częściowo zniszczona i spalona w wyniku działań wojennych. Odbudowę rozpoczęto w 1958 roku, a zakończono w 1967. Poświęcenie świątyni odbyło się 18 grudnia 1960 roku, dokonane przez biskupa Jerzego Strobę (inne źródła podają że kościół został poświęcony przez ks. biskupa Ignacego Jeża w roku 1961). W latach 1962–1964 prowadzono prace restauratorskie przy wieży, zaś wykończenie wnętrza ukończono w roku 1967.
Do roku 1895 przy kościele istniał średniowieczny cmentarz. Został on zamknięty w roku 1865, zaś trzydzieści lat później został splantowany i wybrukowany kamieniem polnym.

## Opis

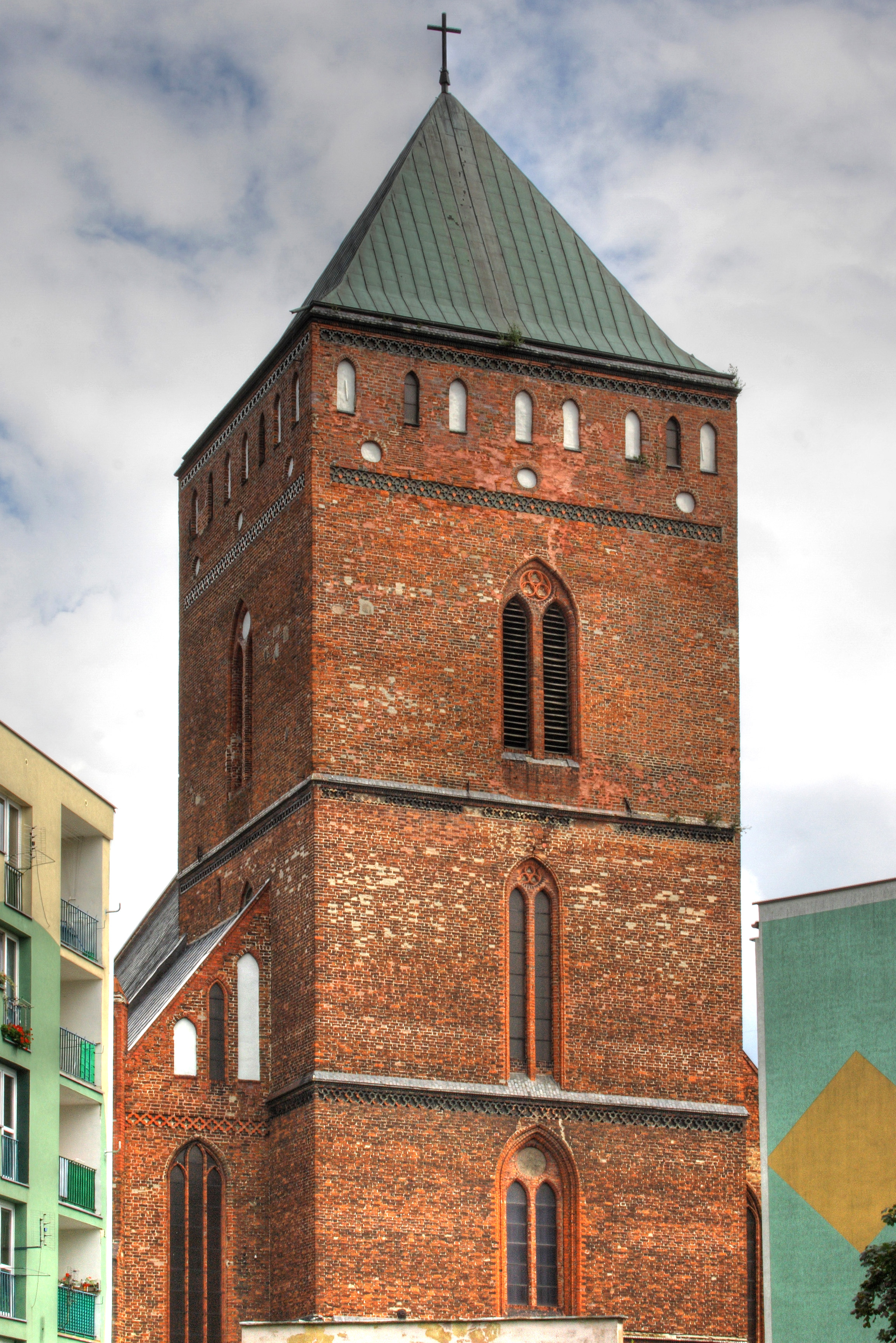
Wieża kościoła od strony zachodniej

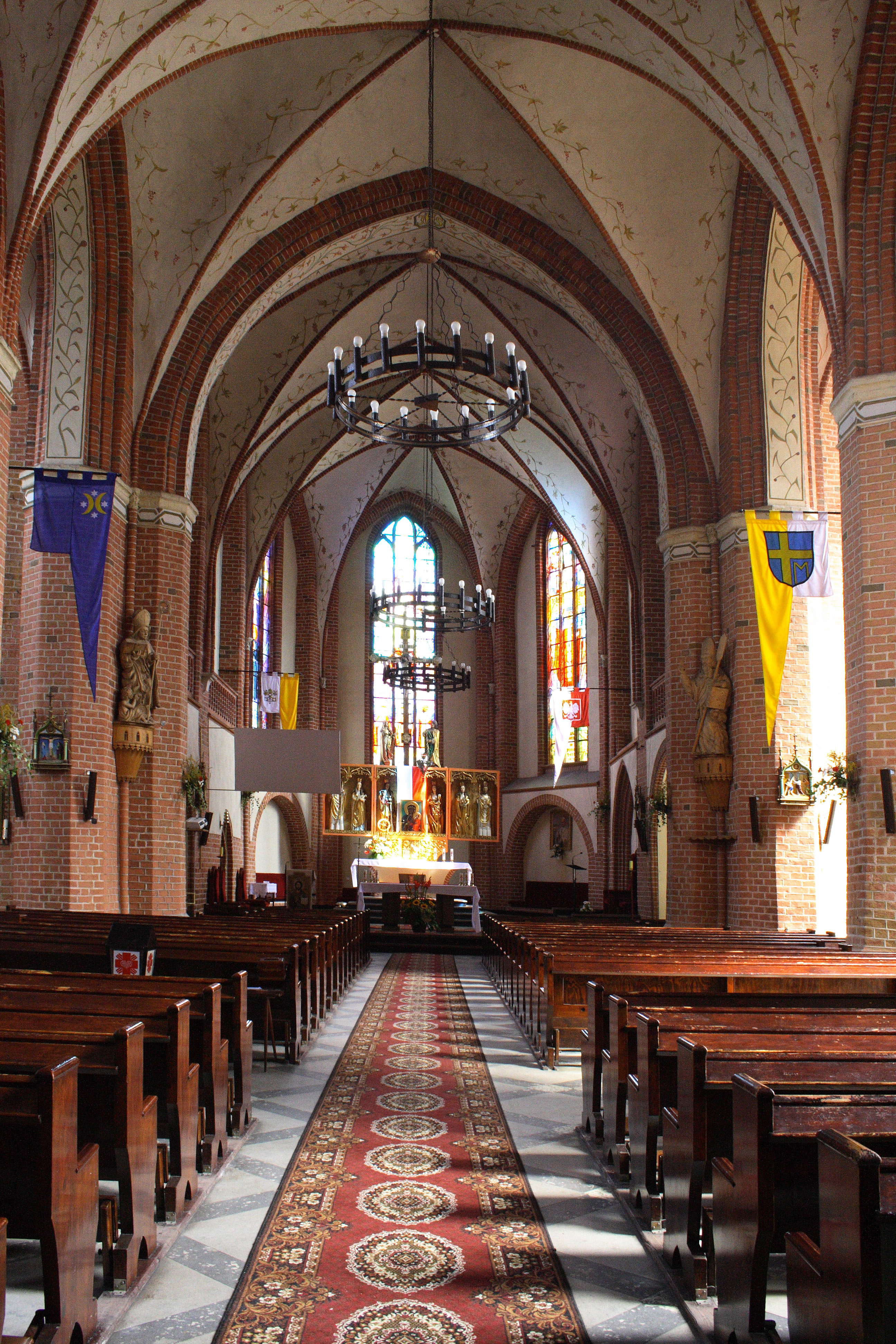
Wnętrze kościoła

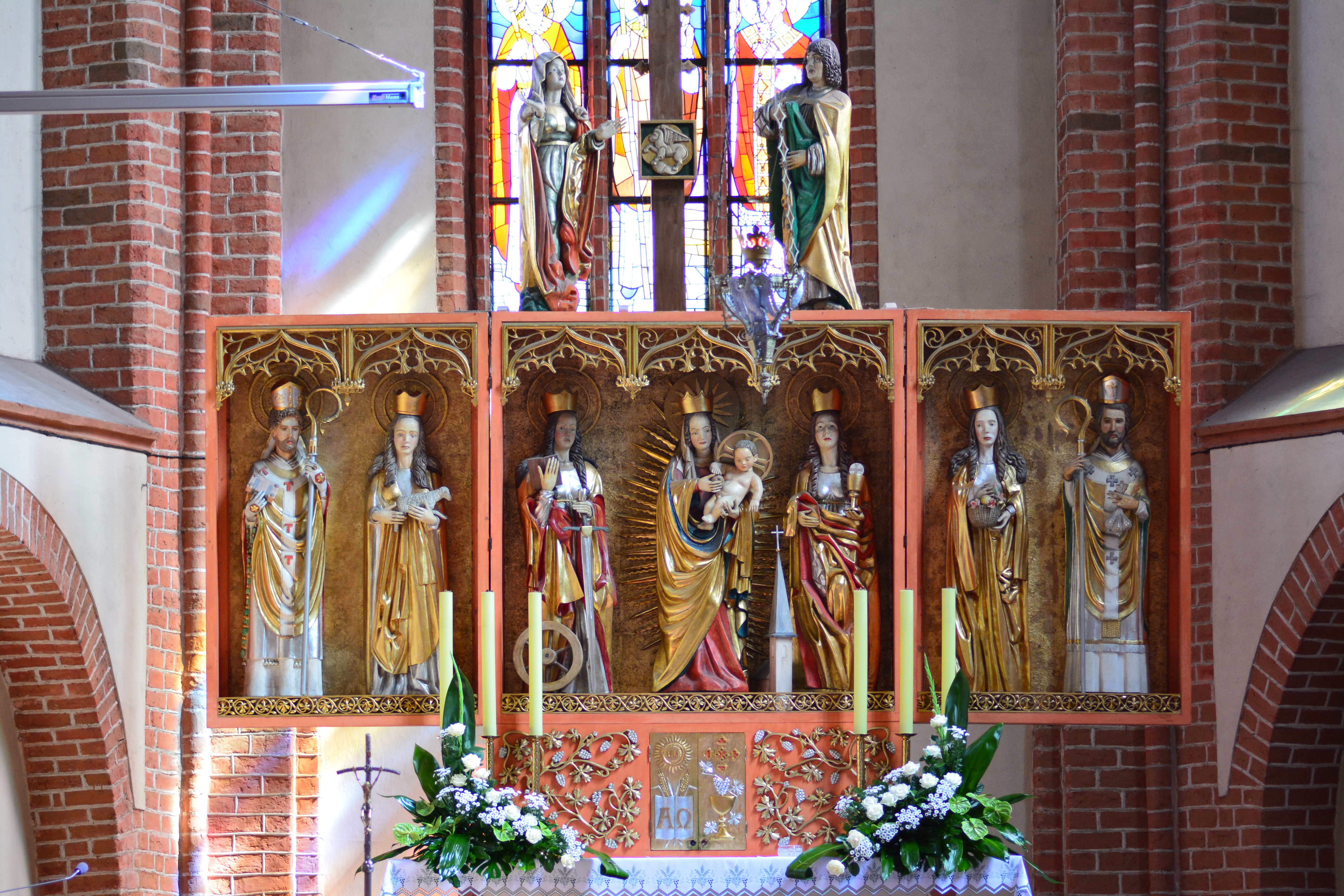
Ołtarz główny

Obecny wystrój wnętrza świątyni jest odtworzeniem planów XIX-wiecznej regotyzacji. Jest to kościół jest halowy, trzynawowy, z dwuprzęsłowym prezbiterium zamkniętym sześcioboczną absydą. Do wieży przylegają dwie sklepione gwiaździście przybudówki. W prezbiterium znajduje się ołtarz z drewnianym krzyżem, figurą Chrystusa oraz szafkowym tryptykiem z siedmioma rzeźbami wykonany przez artystę Stanisława Szulca. W centrum umieszczono figurę Maryi z Dzieciątkiem, otoczoną postaciami świętych. Witraże w czterech ostrołukowych oknach przedstawiają świętych (od lewej): św. Maksymiliana Kolbe, Chrystusa Króla oraz świętych: Jadwigę, Wojciecha i Stanisława, Jana Pawła II oraz ostatni: św. Katarzynę. Kościół posiada również chrzcielnicę i stacje drogi krzyżowej. Kaplice znajdujące się w kościele poświęcone są: zmarłym, Augustowi Hlondowi, papieżowi Janowi Pawłowi II, Matce Boskiej Nieustającej Pomocy. W kolejnej z kaplic, którą zdobi witraż przedstawiający chrzest Jezusa w Jordanie, znajduje się chrzcielnica. Przy wejściu głównym można zobaczyć zdjęty z wieży kościelnej dzwon, natomiast w pobliżu nawy bocznej znajdują się relikwie św. Faustyny Kowalskiej

## Ważne daty z historii kościoła
- 1529 – spalenie wieży kościoła podczas pożaru miasta;
- 1534 – kościół katolicki staje się kościołem protestanckim;
- 1589–1686 – kolejne pożary;
- 1701 – ukończenie odbudowy kościoła;
- 1828 – odbudowa nowej wieży;
- 1836 – nowy chór organowy na miejscu pierwotnego tzw. chóru Młynarskiego
- 1865–1867 – regotyzacja kościoła;
- 1867 – budowa 27 głosowych organów przez Barnima Grunberga z Szczecina (opus 95);
- 1829 – nowa gotycka wieża;
- 1885 – założenie centralnego ogrzewania;
- 1903 – nowe witraże oraz oświetlenie elektryczne;
- 1945 – zniszczenie kościoła, objęcie duszpasterstwa przez Towarzystwo Chrystusowe dla Polonii Zagranicznej;
- 1957–1959 – odbudowa kościoła po zniszczeniach wojennych;
- 1960 – poświęcenie prezbiterium;
- 1961 – konsekracja kościoła, kościół ponownie staje się kościołem katolickim;
- 1989 – regotyzacja kościoła;
- 1996 – poświęcenie nowego ołtarza głównego.